# Sylwester Szmyd
Sylwester Szmyd (Bydgoszcz, 2 maart 1978) is een Pools voormalig wielrenner die in 2016 zijn carrière afsloot bij CCC Sprandi Polkowice. Hij was gespecialiseerd in klimwerk en – in mindere mate – etappekoersen.

## Biografie
Szmyd boekte als professional één individuele overwinning, hij won in 2009 de etappe naar de top van de Mont Ventoux in de Critérium du Dauphiné Libéré. Hij reed ook meerdere ereplaatsen bijeen, vooral in het klim- en rondewerk, zo werd hij bijvoorbeeld al eens tweede in de GP Schwarzwald.
In 2001 werd Szmyd prof bij het Italiaanse Tacconi Sport-Vini Caldirola. In zijn eerste jaar reed hij onder meer de Ronde van Lombardije, de wedstrijd waar hij tienmaal op rij aan zou deelnemen. In zijn tweede jaar bij de ploeg reed hij zijn eerste grote ronde: de Ronde van Italië.
Szmyd deed twaalf keer mee aan de Ronde van Italië, die hij telkens uitreed en waarin hij tussen de 19e (hoogste klassering, 2006) en de 82e (laagste klassering, 2011) plaats eindigde. Naast de Ronde van Italië reed Szmyd ook zeven keer de Ronde van Spanje. Daar was zijn beste eindresultaat de veertiende positie, eveneens in 2006. In de Ronde van Italië 2004 maakte hij deel uit van de ploeg waarin ook de uiteindelijke winnaar, Damiano Cunego, deel van uitmaakte. In 2008 maakt hij zijn debuut in de Ronde van Frankrijk. In de Ronde van Italië 2010 won Szmyd met zijn ploeg de ploegentijdrit.
In 2014, zijn tweede en laatste seizoen bij Movistar, nam Szmyd voor het eerst sinds 2001 niet deel aan een grote ronde. Wel reed hij voor het eerst in zijn carrière Milaan-San Remo, waar hij op plek 103 eindigde. Na zijn twee seizoenen in Spaanse dienst vertrok Szmyd naar CCC Sprandi Polkowice. Namens deze ploeg reed hij in 2015 zijn twaalfde (en laatste) Ronde van Italië, waarvoor de ploeg een wildcard had ontvangen. In 2016 reed de Pool onder meer de Ronde van Catalonië en de Ronde van Zwitserland, waarna hij zijn carrière afsloot met de Ronde van Piemonte.

## Palmares

### Overwinningen
2009
5e etappe Critérium du Dauphiné Libéré
2010
4e etappe Ronde van Italië (ploegentijdrit)

### Resultaten in voornaamste wedstrijden
| Jaar | Ronde van Italië | Ronde van Frankrijk | Ronde van Spanje |
| ---- | ---------------- | ------------------- | ---------------- |
| 2001 |                  |                     |                  |
| 2002 | 44e              |                     | 29e              |
| 2003 | 24e              |                     |                  |
| 2004 | 42e              |                     | 74e              |
| 2005 | 64e              |                     | 24e              |
| 2006 | 19e              |                     | 14e              |
| 2007 | 28e              |                     | 24e              |
| 2008 | 23e              | 25e                 |                  |
| 2009 | 40e              |                     | 17e              |
| 2010 | 60e              | 58e                 |                  |
| 2011 | 81e              | 40e                 |                  |
| 2012 | 28e              | 71e                 |                  |
| 2013 |                  |                     | 45e              |
| 2014 |                  |                     |                  |
| 2015 | 45e              |                     |                  |

| Jaar | Milaan-San Remo | Luik-Bast.‑Luik | Ronde van Lombardije | Waalse Pijl |  | WK op de weg |  | Wereldranglijsten |
| ---- | --------------- | --------------- | -------------------- | ----------- |  | ------------ |  | ----------------- |
| 2001 |                 |                 | 54e                  |             |  | opgave       |  |                   |
| 2002 |                 | opgave          | 50e                  | 70e         |  |              |  |                   |
| 2003 |                 |                 | 67e                  |             |  | 57e          |  |                   |
| 2004 |                 |                 | 47e                  |             |  |              |  |                   |
| 2005 |                 | 83e             | opgave               | 59e         |  |              |  |                   |
| 2006 |                 |                 | 38e                  |             |  |              |  | 114e (UPT)        |
| 2007 |                 | 87e             | 17e                  |             |  |              |  | 140e (UPT)        |
| 2008 |                 |                 | 24e                  |             |  |              |  | 78e (UPT)         |
| 2009 |                 |                 | 78e                  |             |  | 24e          |  | 96e (UWK)         |
| 2010 |                 |                 | opgave               |             |  |              |  | 90e (UWK)         |
| 2011 |                 |                 | 59e                  |             |  |              |  |                   |
| 2012 |                 |                 |                      |             |  |              |  | 101e (UWT)        |
| 2013 |                 |                 |                      |             |  | opgave       |  |                   |
| 2014 | 103e            |                 |                      |             |  |              |  |                   |
| 2015 |                 |                 | 80e                  |             |  |              |  |                   |

## Ploegen
- 2001 –  Tacconi Sport-Vini Caldirola
- 2002 –  Tacconi Sport
- 2003 –  Mercatone Uno-Scanavino
- 2004 –  Saeco Macchine per Caffé
- 2005 –  Lampre-Caffita
- 2006 –  Lampre-Fondital
- 2007 –  Lampre-Fondital
- 2008 –  Lampre
- 2009 –  Liquigas
- 2010 –  Liquigas-Doimo
- 2011 –  Liquigas-Cannondale
- 2012 –  Liquigas-Cannondale
- 2013 –  Movistar Team
- 2014 –  Movistar Team
- 2015 –  CCC Sprandi Polkowice
- 2016 –  CCC Sprandi Polkowice

Wielerploegen van Sylwester Szmyd
Apollonio · 
Balducci · 
Borghi · 
Bortolami · 
Bossoni · 
Calcagni · 
Chesini · 
Di Grande · 
Donati · 
Ferrari · 
Gajnetdinov · 
George · 
Gerosa · 
Giacomelli · 
Gili · 
Hauptman · 
Klemenčič · 
Luttenberger · 
Mazzoleni · 
Miceli · 
Minali · 
Pezze · 
Radaelli · 
Rütimann · 
Sironi · 
Szmyd · 
Zucconi
Apollonio · 
Balducci · 
Borghi · 
Bortolami · 
Bossoni · 
Calcagni · 
Di Silvestro · 
Donati · 
Ferrari · 
Frigo · 
Gajnetdinov ·  
Gerosa ·  
Gili · 
Hauptman · 
Klemenčič · 
Luttenberger · 
Mazzoleni ·  
Minali ·  
Radaelli · 
Rütimann · 
Sironi · 
Szmyd · 
Zampieri ·
Zucconi ·
Bellotti (stagiair) 
Albizu ·
Bellotti ·
Borghi · 
Cigana ·
Clavero ·
Codol · 
Conti ·
Degano ·
Di Falco ·
Fontanelli ·  
Manzoni ·
Moletta ·
Pantani ·
Ravaioli ·
Serri ·
Solari ·
Szmyd ·
Testi
Balducci · Bertagnolli · Bonomi · Bucciero · Casagranda · Celestino · Commesso · Cunego · Di Luca · Fornaciari · Fuentes · Gavazzi · Glomser · Loosli · Ludewig · Matzbacher · Mazzoleni · Petrov · Pieri · Sabaliauskas · Simoni · Spezialetti · Štangelj · Szmyd · Tonti · Bates (stagiair) · Franzoi (stagiair) · Magallanes (stagiair)
Ballan ·
Bennati · 
Bonomi ·     
Bortolami ·
Commesso ·
Cunego ·
Figueras · 
Fornaciari · 
Franzoi · 
Fuentes · 
Glomser ·
Kvatsjoek ·
Loosli ·
Marzano ·
Marzoli ·
Matzbacher · 
Mazzoleni ·
Petrov · 
Pieri (tot 31/07) · 
Sabaliauskas · 
Righi ·
Scotto D'Abusco (tot 31/05) ·
Simoni · 
Spezialetti ·
Štangelj ·
Szmyd · 
Tonti ·
Vila ·
Bono (stagiair) ·
Gavazzi (stagiair) ·
Possoni (stagiair)
Ballan ·
Bennati · 
Bono ·     
Bruseghin ·
Carrara ·
Castañeda ·
Commesso ·
Corioni ·
Cunego ·
Figueras · 
Fornaciari · 
Franzoi · 
Loosli ·
Marzano ·
Marzoli · 
Napolitano ·
Petrov · 
Possoni · 
Righi ·
Sabaliauskas (tot 30/06) ·
Santambrogio ·
Štangelj ·
Szmyd · 
Tiralongo ·
Valjavec · 
Vila ·
Gavazzi (stagiair) ·
Wu (stagiair) ·
Xu (stagiair)
Baldato ·
Ballan ·
Bennati · 
Bono ·   
Bossoni ·  
Bruseghin ·
Caruso ·
Castañeda ·
Corioni ·
Cunego ·
Figueras · 
Fornaciari · 
Franzoi · 
Gavazzi ·
Longo ·
Loosli ·
Marzano ·
Mori ·
Napolitano ·
Possoni · 
Righi ·
Santambrogio ·
Štangelj ·
Szmyd · 
Tiralongo ·
Valjavec · 
Vila ·
Bandiera (stagiair) ·
Girardini (stagiair) ·
Pinizzotto (stagiair)
Baldato ·
Ballan  ·
Bandiera ·
Bindi · 
Bono ·   
Bossoni ·  
Bruseghin ·
Cunego ·
Fornaciari · 
Gavazzi ·
Grendene · 
Longo ·
Loosli ·
Lorenzetto ·
Marzano ·
Mori ·
Murro ·
Napolitano ·
Pelánek · 
Righi ·
Santambrogio ·
Špilak ·
Szmyd · 
Tiralongo ·
Vila ·
Boets (stagiair) ·
Dabrowski (stagiair) ·
Saronni (stagiair)
Agnoli ·
Basso · 
Bennati ·
Bodnar ·
Carlström · 
Chicchi ·
Corioni ·
Da Ros (tot 31/03) ·
Fischer ·
Franzoi ·
Guarnieri ·
Kreuziger ·  
Koetsjynski · 
Miholjević ·
Nibali ·  
Noè (tot 30/04) ·
Oss ·
Pellizotti ·
Quinziato ·
Sabatini ·
Santaromita ·
Štangelj ·
Szmyd ·
Vandborg ·
Vanotti ·
Willems ·
Zaugg ·
Benedetti (stagiair) · 
Paterski (stagiair)
Agnoli ·
Basso · 
Bellotti ·
Bennati ·
Bodnar ·
Chicchi ·
Cimolai · 
Dall'Antonia ·
Finetto ·
Guarnieri ·
Kišerlovski ·
Koren ·
Kreuziger ·  
Koetsjynski · 
Nibali ·  
Oss ·
Paterski ·
Pellizotti ·
Quinziato ·
Sabatini ·
J. Sagan ·
P. Sagan ·
Santaromita ·
Szmyd ·
Vandborg ·
Vanotti ·
Viviani ·
Willems ·
Zaugg
Agnoli ·
Basso · 
Bellotti ·
Bodnar ·
Capecchi ·
Caruso ·
Cimolai · 
Da Dalto ·
Dall'Antonia ·
Duggan ·
Finetto ·
Guarnieri ·
King ·
Koren ·
Longo Borghini ·  
Marangoni · 
Nerz ·
Nibali ·  
Oss ·
Paterski ·
Ponzi ·
Sabatini ·
J. Sagan ·
P. Sagan ·
Salerno ·
Szmyd ·
Vanotti ·
Viviani ·
Wurf ·
Agostini (stagiair) ·
Moser (stagiair)
Agnoli ·
Agostini ·
Basso · 
Bodnar ·
Canuti ·
Capecchi ·
Caruso ·
Da Dalto ·
Dall'Antonia ·
Duggan ·
King ·
Koren ·
Longo Borghini ·  
Marangoni ·
Moser · 
Nerz ·
Nibali ·  
Oss ·
Paterski ·
Ratto ·
Sabatini ·
J. Sagan ·
P. Sagan ·
Salerno ·
Sarmiento ·
Szmyd ·
Vanotti ·
Viviani ·
Aldegheri (stagiair) ·
Benfatto (stagiair) ·
Krizek (stagiair) 
Amador · 
Arroyo · 
Bruseghin · 
Capecchi · 
Castroviejo · 
Cobo · 
Costa  · 
Dowsett · 
Erviti · 
Jesús Herrada · 
José Herrada · 
Gutiérrez · 
Intxausti · 
Karpets · 
Lastras · 
Madrazo · 
Moreno · 
Pardilla · 
Plaza · 
Quintana · 
Rojas · 
Samojlaw · 
Sanz · 
Szmyd · 
Valverde · 
Ventoso · 
Visconti
Amador · Antón · Capecchi · Castroviejo · Dowsett · Erviti · Gadret ·  Gutiérrez · Jesús Herrada · José Herrada · Intxausti · G. Izagirre · J. Izagirre · Lastras · Lobato · Malori · Moreno · Plaza · D. Quintana · N. Quintana · Rojas · Sanz · Sütterlin · Szmyd · Valverde · Ventoso · Visconti
Banaszek · Brożyna · Černý · Großschartner · Hirt · Honkisz · Kaczmarek · Kiendyś · Kurek · Latoń · Małecki · Marycz · Matysiak · Michajlov · Mrożek · Owsian · Paluta · de la Parte · Paterski · Pluciński · Ponzi · Rebellin · Samojlaw · Stępniak · Stosz · Szmyd · Taciak
- Virtual International Authority File: 307174790